# سرگی استاروستین
سرگی آناتولیویچ استاروستین (انگلیسی: Sergei Anatolyevich Starostin; ۲۴ مارس ۱۹۵۳ – ۳۰ سپتامبر ۲۰۰۵) زبان‌شناس و لغت‌شناس اهل اتحاد جماهیر سوسیالیستی شوروی بود.
وی مؤلف فرهنگ زبان‌های قفقازی به همراه نیکلایف می‌باشد. در سال ۲۰۰۵ دانشگاه لیدن هلند به وی درجه دکترای افتخاری آن دانشگاه را اعطا کرد.